# Casalserugo
Casalserugo (velenceiül Cazalserugo) település Olaszországban, Veneto régióban, Padova megyében. Lakosainak száma 5366 fő (2023. január 1.). Casalserugo Albignasego, Bovolenta, Cartura, Maserà di Padova, Polverara és Ponte San Nicolò községekkel határos.

## Népesség
A település népességének változása:
| Lakosok száma | 5361 | 5360 | 5366 |
|               | 2017 | 2018 | 2023 |